# Songs for Sorrow
Songs for Sorrow è un EP del cantante pop Mika, distribuito dalla Universal Island Records il 15 maggio 2009 in digitale e l'8 giugno su supporto materiale dalla Casablanca Records.
Il brano Blue Eyes fu estratto come singolo promozionale per l'EP. Quest'ultimo ebbe anche qualche passaggio radiofonico.

## Tracce

### Pubblicazione digitale (immateriale)
1. Blue Eyes – 2:51
2. Lady Jane – 3:20
3. Lonely Alcoholic – 3:08

### Pubblicazione materiale (EP, UK Limited Edition)
1. Toy Boy – 3:02
2. Lonely Alcoholic – 3:08
3. Blue Eyes – 2:51
4. Lady Jane – 3:20